# مقاطعة كاتاروغوس (نيويورك)
مقاطعة كاتاروغوس (بالإنجليزية: Cattaraugus County)‏ هي إحدى المقاطعات في ولاية نيويورك في الولايات المتحدة الأمريكية.

## أعلام
- ويليام أندرو تشارلتون
- ألبرت مارش
- فرانك بيرس